# Las Cañadas, Jalostotitlán
Las Cañadas är en ort i Mexiko.   Den ligger i kommunen Jalostotitlán och delstaten Jalisco, i den centrala delen av landet, 400 km nordväst om huvudstaden Mexico City. Las Cañadas ligger 1 776 meter över havet och antalet invånare är 145.
Terrängen runt Las Cañadas är en högslätt. Runt Las Cañadas är det ganska tätbefolkat, med 54 invånare per kvadratkilometer. Närmaste större samhälle är Jalostotitlán, 3,1 km norr om Las Cañadas. I omgivningarna runt Las Cañadas växer huvudsakligen savannskog.